# La Pare
La Pare, La Tornette, Tornettaz – szczyt w Alpach Fryburskich, części Alp Zachodnich. Leży w Szwajcarii w kantonie Vaud.